# Catacomb 3-D
Catacomb 3-D — компьютерная игра, разработанная американской компанией id Software и изданная Softdisk для журнала Gamer’s Edge. Игра была выпущена в ноябре 1991 года для платформы MS-DOS. Catacomb 3-D является третьей по счёту игрой в серии Catacomb — две предыдущие игры были разработаны Джоном Кармаком при работе в Softdisk в 1989—1990 годах. Игра стала вторым проектом id Software, использующим трёхмерную графику и вид от первого лица и первой их игрой, которая использовала технологию наложения текстур и отображала спрайт «оружия» протагониста на экране. Игрок берёт на себя роль мага, который спускается в подземелье, чтобы спасти своего друга.
Catacomb 3-D выделяется в качестве одной из игр, которые повлияли на формирование жанра шутера от первого лица и называется в качестве предшественницы Wolfenstein 3D. Вслед за Catacomb 3-D Softdisk самостоятельно выпустила 3 продолжения в данной серии игр.

## Игровой процесс

Игровой процесс Catacomb 3-D

Catacomb 3-D является игрой в жанре шутера от первого лица, где игрок берёт на себя роль боевого мага. По ходу игры игрок проходит различные уровни, при этом игра имеет нелинейную структуру. Каждый уровень представляет собой лабиринт, состоящий из комнат и открытых пространств, разделённых стенами. Некоторые стены могут быть уничтожены оружием или убраны с помощью найденных ключей, открывая новые проходы к областям уровня. Для перехода на другие уровни используются порталы. В игре отсутствует карта, для ориентации на уровнях используется компас и названия определённых частей карты, отображаемые игрой.
В качестве оружия в игре используется заклинание огненного шара. Сила заклинания зависит от того, сколько времени игрок удерживал кнопку атаки, и графически отображается в интерфейсе игры в виде «ядерного гриба». Существуют также специальные предметы, используемые один раз и существенно увеличивающие мощность оружия. В игре отсутствует числовое отображение здоровья героя — для этого используется динамическое изображение главного героя, которое изменяется, когда запас здоровья главного героя уменьшается. На уровнях можно найти зелья лечения, которые при использовании восстанавливают здоровье героя. Также на уровнях могут быть найдены ключи и свитки, содержащие советы.
Игроку противостоят несколько видов противников с различным запасом здоровья. За уничтожение противников игроку начисляются очки.

## Разработка и выпуск
Группa сотрудников компании Softdisk, назвавшая себя Ideas from the Deep, располагалась в городе Шривпорт, штат Луизиана, где разрабатывала игры для подписчиков журнала Gamer’s Edge. В её состав входили программисты Джон Ромеро и Джон Кармак, геймдизайнер Том Холл, художник Адриан Кармак и менеджер Джей Уилбур. В 1989 году Джон Кармак разработал для Gamer’s Edge двумерную игру с видом сверху для платформ DOS и Apple II, которая получила название Catacomb. В 1990 году вышло её продолжение, The Catacomb. После выпуска Commander Keen in Invasion of the Vorticons, которая была издана Apogee Software в условно-бесплатном формате, команда планировала уйти из Softdisk и основать собственную компанию. Однако Эл Вековиус, владелец Softdisk и их начальник, узнал о их планах и заметил несанкционированное использование ресурсов компании — команда занималась разработкой игры в офисе в рабочее время, а на выходных забирала компьютеры компании домой к Джону Кармаку для продолжения работы. Во время обсуждения с Элом сотрудники не стали скрывать свои планы. После нескольких недель переговоров Ромеро и Кармак согласились заключить контракт на создание нескольких игр для Gamer’s Edge, в рамках которого от них требовалось выпускать по одной игре каждые два месяца.
С февраля 1991 года Ideas from the Deep официально стали самостоятельной фирмой id Software. Новая компания стала использовать в качестве прототипов игры, которые были созданы её членами во время работы в Softdisk. Адриан Кармак использовал в новых играх свой любимый мрачноватый художественный стиль, а Джон Кармак начал экспериментировать с трёхмерной графикой, которая тогда использовалась преимущественно в авиасимуляторах — например, в выпущенном в 1990 году Wing Commander. Он обнаружил, что это связано с ограничениями персональных компьютеров того времени, с трудом справлявшихся с быстрыми трёхмерными экшен-играми из-за большого числа поверхностей, которые им нужно было обрабатывать, но решил, что при дальнейшим росте мощностей компьютеров появление таких игр возможно.
В течение 1991 года Джон Кармак экспериментировал с ограничением количества видимых поверхностей, которые должен отображать компьютер, и создавал уровни, где стены строились по линиям плоской сетки, без произвольных форм и углов. Он также использовал необычный в то время подход с отображением графики с помощью метода бросания лучей, при котором требуется рассчитывать только поверхности, видимые игроку, а не всё окружающее его пространство. За шесть недель Кармак разработал простой трёхмерный движок, в котором для отображения противников использовались анимированные двумерные спрайты. Этот движок был использован в дальнейшем в игре Hovertank 3D, вышедшей в апреле 1991 года, где под контролем игрока находился летающий танк, который нужно было вести между цветными стенами и сражаться на нём с монстрами. Осенью 1991 года большая часть команды, за исключением Уилбура, переехала в город Мэдисон (штат Висконсин); тогда же Кармак в основном завершил работу над движком Commander Keen in Goodbye, Galaxy. После этого он пришёл к выводу, что сможет добавить текстуры на стены без принесения в жертву скорости работы движка или значительного увеличения системных требований, и за шесть недель усовершенствовал движок Hovertank 3D для другой игры для Softdisk, которой стала Catacomb 3-D. Том Холл выступил в качестве руководителя проекта, Адриан Кармак — в качестве художника, а музыкальное сопровождение было написано Бобби Принсом. Выход игры состоялся в ноябре 1991 года для платформы MS-DOS.
Как и Hovertank 3-D, игра использовала 16-цветную EGA-графику и была написана на языке C++. Сюжет игры повествует о маге, который спускается в подземелье лича Грелминара, чтобы убить его и спасти своего друга Немезиса. Заметной особенностью игры было присутствие изображения руки игрока, наложенного поверх трёхмерной картинки и его лица в роли анимированного индикатора здоровья — подобное наложение стало традиционным для последующих игр данного жанра.

## Наследие
Catacomb 3-D не имела широкого распространения, но после знакомства с этой игрой Скотт Миллер, сотрудник Apogee Software, предложил id Software создать трёхмерную условно-бесплатную игру, которой впоследствии стала Wolfenstein 3D.
Данная игра выделяется некоторыми игровыми изданиями и редакторами в качестве одной из игр, которые сформировали жанр шутера от первого лица. Алек Мир из Rock, Paper, Shotgun назвал игру первым шутером от первого лица, если определение данного жанра заключается исключительно в отображении оружия на экране и возможности стрельбы. Дэниэль Энгбер, автор The New York Times, выделил Catacomb 3-D в качестве игры, которая «поменяла вид с высоты птичьего полёта на вид, где игрок видит только то, что может его персонаж». Ричард Мосс из Ars Technica выделил игру за то, что она стала первой игрой id Software, которая использовала текстурирование стен. В материале Polygon от Криса Планта Hovertank 3-D и Catacomb 3-D названы играми, которые «оттачивали» жанр шутера от первого лица. Майкл Хитченс, журналист Game Studies, назвал игру «предшественницей» Wolfenstein 3D. В материале GamesRadar, посвящённому истории шутеров от первого лица, Hovertank 3-D и Catacomb 3-D названы играми, в которых Джон Кармак и компания id Software экспериментировала с новыми технологиями. Автор TechRadar в материале об истории трёхмерных компьютерных игр выделил Catacomb 3-D в качестве одной из игр, игровые уровни которой стали более реалистичными благодаря технологии наложения текстур.
Вслед за Catacomb 3-D компанией Softdisk были разработаны и выпущены ещё 3 игры в той же серии: Catacomb Abyss, Catacomb Armageddon и Catacomb Apocalypse. Все 3 игры использовали тот же движок, что и Catacomb 3-D. Исходный код всех 6 игр серии был открыт в 2014 году.